# Plassac-Rouffiac
Plassac-Rouffiac è un comune francese di 358 abitanti situato nel dipartimento della Charente, nella regione della Nuova Aquitania.

## Società

### Evoluzione demografica
Abitanti censiti